# Гаркавка (заказник)
Гарка́вка  — гідрологічний заказник місцевого значення. Розташований поблизу села Костобобрів Семенівського району Чернігівської області.

## Загальні відомості
Гідрологічний заказник місцевого значення «Гаркавка» створений рішенням Чернігівського облвиконкому від 27 грудня 1979 року № 561.
Заказник загальною площею 302 га, охоронна зона 683 га розташований на землях Костобобрівської сільської ради Семенівського району Чернігівської області та на землях ксп. ім. Кірова.

## Завдання
Заказник створений з метою охорони та збереження в природному стані болотного масиву, який має важливе значення для живлення р. Гаркавки і регулювання її водного режиму.
- охорона умов відтворення, відновлення чисельності рідкісних рослин та тварин;
- проведення наукових досліджень і спостережень;
- підтримання загального екологічного балансу в регіоні;
- поширення екологічних знань тощо.